# Fred Hall (cầu thủ bóng đá, sinh năm 1917)
Frederick Wilkinson Hall (18 tháng 11 năm 1917 – 8 tháng 1 năm 1989) là một cầu thủ bóng đá người Anh thi đấu cho Sunderland ở vị trí hậu vệ.

## Sự nghiệp câu lạc bộ
Hall đến Sunderland từ Blackburn Rovers năm 1946, và có màn ra mắt cho câu lạc bộ ngày 31 tháng 8 năm 1946 trước Derby County trong chiến thắng 3–2 tại Roker Park.  Ngay sau khi gia nhập không lâu, ông được bổ nhiệm làm đội trưởng, là nhân tố trung tâm của đội. Khi thi đấu cho Sunderland từ năm 1946 đến năm 1954 ông chỉ ghi được một bàn trong 215 lần ra sân ở giải vô địch. Sau sự nghiệp tại Sunderland, ông gia nhập Barrow năm 1955 và có 16 lần ra sân với một bàn thắng trong một mùa giải, he then retired năm 1956.